# 神靈族
艾達靈族（Aeldari）（過去也被翻譯為「神靈族」，在8版以前被稱為Eldar）是戰鎚40000裡一個虛構的人形外星種族。他們形似精靈，是戰鎚40000宇宙裡極度古老的一支種族，不過比星神（C'tan）、古聖（Old Ones）、以及太空死靈年輕。在遠古以前他們就已經建立了一個銀河帝國。靈族科技極端先進並且具有強大的靈能，並且利用著被稱為網道（Webway）的亞空間隧道於銀河之間航行，但是他們最終墮落了，他們的墮落直接導致了邪神色孽（Slaanesh又譯為沙歷士）的誕生。邪神誕生時引發的靈能漩渦把靈族的母星撕成了碎片。只有少數靈族從這場災難中倖存，他們搭上了名為方舟世界（Craftworld）的船艦四處流浪，逃避邪神的追殺。現在靈族已經幾近滅絕。
戰鎚40000的靈族可以對應到戰錘幻想的精靈。在戰鎚40000中，靈族可分為相似於高等精靈的方舟靈族（Asuryani，意思是「Children of Asuryan」）、相似於黑暗精靈的黑暗靈族（Drukhari，意思是「Dark Ones」）、類似已經與高等精靈合併的海精靈的靈族海盜（Corsairs，靈族語為Anhrathe）、以及相似於木精靈的蠻荒靈族（Exodites，蠻荒靈族主要存在於戰鎚40000的背景設定中，並沒有桌上遊戲模型），以及游離於各大靈族社群之間，信奉笑神的丑角劇團（Harlequin，在靈族語中為Rillietann）。

## 歷史
靈族是在數千萬年前，由神秘的種族「古聖」所創造，在6000萬年前的天堂之戰中，星神碎裂、古聖消亡、太空死靈陷入沉睡，作為古聖們最精進與得寵的學生，在繼承了古聖的技術以及網道後，靈族所建立的帝國成為了銀河霸主。靈族帝國在超過一百萬年前達到了他們文明的高峰，統治了銀河系的大部分地區，他們統治的每顆星球都是像烏托邦一樣美好的地方。這樣的美好最後都在約30K時期的「大殞落」（The Fall of the Aeldari）之後消滅，在此之前的歷史紀錄也散失了。
靈族認為自己和其他異星「野蠻人」不同，是一個高等的種族。他們科技和文化上的成就超越了其他種族，沒有其他異星人能比的上他們，也沒有人認為這不會永久持續下去。靈族的人民能夠自由地追求他們喜愛的事物。在那個時代，當他們死去時他們的靈魂會靜靜地溶入亞空間（Warp）之中，爾後再度重生。然而，驕傲逐漸地腐敗了靈族，他們想要獲取一切的知識，享受一切的快樂。古怪的教派在各處出現，有的研究深奧的知識，有的追求感官的極度享受。這些教派開始跟靈族的社會文化結合在一起，社會更加分裂了。有些人注意到了他們夢中縈繞的預兆，逃往靈族帝國邊緣的出逃者世界。當整個社會進入了無政府狀態，有些靈族懊悔自身的罪惡，搭上方舟世界（Craftworld，一種巨大的太空都市船艦）遁入宇宙中。但是多數人仍沉浸於過度的感官享受之中，這樣的腐敗不久就變成了放縱。手足之間互相殘殺，殺人魔為了他們的慾望尋找下一個受害者。靈族的社會被病態和血腥席捲。
在亞空間裡，想法和情緒膨脹、成長，靈族無意間在亞空間裡培養出了一個難以想像地污穢、病態的心靈。這是靈族的鏡影。當沉浸於殺戮的靈族發現他們創造出了一名神祇時已經為時已晚了。這名神祇吸收了靈族靈魂中黑暗的部份而成長茁壯，最後成了飢渴的混沌邪神色孽（Slaanesh，或譯斯拉尼希、沙歷士）。當色孽終於成為邪神時，每個靈族人都感受到她的爪子抓著自己的靈魂。一股靈能爆炸在色孽誕生時撕裂了宇宙。當她吸了第一口氣時，幾乎所有靈族的靈魂都被抽離了，上千光年內的靈族瞬間就成了沒有靈魂的空殼。大部份搭乘方舟世界逃走的人也死了，多數靈族神祇被消滅。只有那些逃的最遠的靈族以及遙遠的處女世界（Maiden World，蠻荒靈族的定居星球）保持完好。這些存活下來的靈族了解到他們創造出來的邪神將會一輩子獵捕他們。
邪神誕生不只影響到靈族，也消滅了宇宙中不少種族。亞空間風暴席捲了整個銀河系，現實世界變得支離破碎，亞空間透過次元裂縫流入現實世界。這個異像直到覆蓋了靈族舊有的領土才停止。靈族如今只剩極少數存活，他們的母星一帶成了被人類帝國稱作「恐懼之眼」（Eye of Terror）的地方，這是現實世界與亞空間重疊最大的地方。不過也因為這個據變，亞空間變得寧靜了許多，人類得以透過亞空間再次做長距離的旅行。
在靈族之殞以後，方舟靈族原先認為只有他們和蠻荒靈族活下來。然而幾個世紀以後，他們發現還有另外一群靈族活了下來，即是嗜血、墮落的黑暗靈族。他們躲藏在網道中最大的都市科摩羅（Commorragh, 靈族語的意思為Dark City），是一群殘忍的宇宙海盜，掠奪銀河中的各個世界。他們傲慢自大，沒有停止對奢華和頹廢享樂的追求，甚至在帝國滅亡後也沒有片刻喘息。對於那些不再認為自己的行為有任何限制（無論後果如何）的人來說，懺悔和贖罪是毫無意義的概念。
而所有倖存的艾達靈族都在逃脫了色孽的誕生後發現，歡愉王子只是放緩了吞吃靈魂的速度。他們的心靈精華，他們的靈魂，並沒有被一次性吞噬，而是慢慢地被吸入亞空間，隨著時間的推移，被渴望之女所佔據。方舟世界的靈族學會了透過使用神秘的魂石、無限迴路（方舟世界上，死去的靈族會將靈魂放入無限迴路中，也同時是方舟世界的能量來源）和道途系統的哲學來保護他們的靈魂不被飢渴女神所吞噬，從而阻止色孽對他們的控制；蠻荒靈族則透過魂石與世界之魂（一種在星球誕生的靈魂，可以被視為蠻荒靈族版的無限迴路）；而網道中的黑暗靈族則非常擅長讓其他生物代替他們受苦。網道中的靈族發現，只要他們沉浸在最邪惡、最野蠻、最頹廢的行為中，他們的靈魂就能夠避免遭受色孽的詛咒。他人的痛苦和折磨所產生的精神能量滋養了他們衰弱的靈魂，使他們保持活力和強壯，並用異常強大的能量填充他們的身體。於是，黑暗靈族誕生了，他們是一群殘暴的殺人犯和惡魔般的折磨者，他們以他人的痛苦為食，以防止自己不朽的靈魂緩慢死亡

## 生理及其他特徵
靈族有著和人類（奇幻作品中的精靈）相似的外貌。他們的四肢較為細長，眼睛略斜，耳朵是尖的，有一身毫無缺點的白膚。以人的標準來說靈族極度地長壽，通常可以活過數千年。他們生存的步調也比人快，靈族的心臟跳動速度大約是人的兩倍快，他們思考或感受情緒的速度也是飛快，他們身體反應的可以快到以凡人的雙眼無法看清。所有的靈族都可以在一定程度上操弄心靈的能量，這是透過使用靈能（psychic energy）達成的。但這個代價也使得靈族的情緒反應比人類極端，他們雖然也能如同常人被輕微逗樂，或是感到些微的哀傷，但在最極端的通苦下，他們的感受是人類的數倍。

## 方舟靈族文化
方舟靈族以詩歌、舞蹈的方式傳下他們古老的神話傳說，每個靈族人對這些都知之甚詳，傳說裡的人物與事件常是他們討論的話題，也常被拿來與今日的狀況拿來比較。他們的神話詩歌的主要角色包含了眾多神祇、神祇們的子孫靈族、以及他們曾經對抗的敵人。萬神殿中，最重要也最古老的存在是鳳凰王阿蘇焉（Asuryan the Phoenix King），他賦予了靈族智慧與內省的天賦，使靈族認識自我。他第一個兄弟是凱拉-曼沙-凱恩（Kaela-Mensha Khaine，意思是血手凱恩----bloody-handed Khaine），他是戰爭與謀殺之神，傳說他賦予靈族憤怒，使他們守護諸神所賜的一切。第三偉大的神是鍛造之神瓦爾（Vaul），常被描繪成被綁在自己的鐵砧上的模樣，傳說其賦予靈族創造力，讓他們夢想成真。伊莎（Isha）是掌管生命與豐收的女神，靈族就是由她與獵神庫諾斯（Kurnous）創造的，她賦予靈族愛，讓靈族互相了解，庫諾斯則賦予慾望，使靈族懂得繁榮昌盛。莉莉絲（Lileath）是最年輕的女神，主掌夢與幸運，她賦予靈族歡樂，使他們懂得幸福。莫瑞-海格（Morai-Heg the Crone）則是被稱為老嫗的女神，透過一個裝了符文的皮袋主掌生者的命運。多數神祇在邪神誕生的時候都被摧毀了，只有笑神嬉奇高（Laughing God Cegorach，他賦予了艾達精靈諷刺的本性，使人們能夠在自身中找到幽默，避免陷入傲慢的陷阱）、母神伊莎和戰神凱恩存活。伊莎被另一個邪神納垢（Nurgle）所俘虜，並關押在納垢花園中，被迫喝著納垢所熬煮的病毒，作為生命女神，伊莎必定會在被病毒感染後痊癒，而納垢便會根據伊莎的反應，決定要將這種病毒釋放到物質空間或回鍋重煉。笑神靠著詭計，躲藏於網道中活了下來，並且留下了一本水晶之書，由笑神的追隨者「丑角劇團」保管在隱藏於網道深處的方舟世界----黑圖書館（Black Library），在第42個千年中，這本書也被打開，但沒有人能夠解讀裡面的內容，但在最後一頁卻記載了笑神的終極笑話「色孽將在最後時刻，犧牲自己拯救靈族」。凱恩則在與色孽的激鬥中落敗，但是沒有完全被消滅，過度強大的他被打散成碎片並從亞空間中被永久驅逐出去，這些碎片最後都存放在方舟世界的靈骨（wraithbone）核心裡。
在記錄了靈族的殞落的史詩《阿蘇亞塔（Asuryata）》中，紀載了一個重大的預言，而這則預言被稱為拉納丹德拉（Rhana Dandra，意思是「萬物的終結」）。透過阿蘇亞塔的詩句，艾達靈族了解到鳳凰領主的傳說----他們種族中最偉大的戰士。支派武士神龕中的每位鳳凰領主都將在其中扮演著重要的角色，而他們的所作所為則反映在以他們的形象所塑造的支派武士中。火龍支派的鳳凰領主----弗甘（Fuegan）將召集其他的同胞們進行最後的戰鬥，而他將是所有人中最後死去之人，且直到最後一刻他都會燃燒著熊熊烈火。翔鷹支派的鳳凰領主----巴哈羅斯（Baharroth，以從萬年前就不曾死亡而聞名）也將在這場末日之戰中隕落。所有艾達靈族都暗自擔心，拉納丹德拉（Rhana Dandra）這個遠古預言將會在他們有生之年發生。根據先知的預兆，以及近年來鳳凰領主出現的頻率，靈族的恐懼並非杞人憂天。然而有預言稱，此戰之後在所有倖存方舟世界的靈族之魂將會融合，在亞空間中形成一個新的神祇----伊尼耶德（Ynnead），艾達靈族的死神，他將強大到可以一勞永逸地擊敗色孽，並結束歡愉王子對靈族之魂的渴求。傳說在拉納丹德拉（Rhana Dandra）之後，亞空間與實體宇宙將再次融合成單一的現實，並且新的艾達靈族將會誕生，以尋求更好的命運。目前尚不清楚是否有其他較年輕的物種會參加拉納丹德拉（Rhana Dandra） ，甚至不知道它將在何處舉行，但自從大殞落以來，它一直是艾達靈族神話中最有名的故事。
由於方舟世界的獨立性，各個方舟世界都有不同的文化與習俗。而銀河之中有五個最強大且知名的方舟世界：
- 貝耶坦（Biel-Tan）：貝耶坦軍隊主要塗裝是綠與白。貝耶坦是軍事實力最強的方舟世界，擁有最多的支派武士，他們所有人在成年的那一刻便走過一次戰士道途，方舟世界上的一切都是為了軍事服務。他們認為只有武力能夠復興靈族帝國，對於他們而言最好的死法，是在和貝爾坦之敵的戰鬥中逝去，也因此頻繁的介入各種衝突，並且與蠻荒靈族的處女世界結盟。與尋常方舟靈族以先知會議為主要領導者不同，貝耶坦的神官（Exarch，迷失於戰士道途的靈族）與司戰（Autarch，走過了數個戰士道途，同時沒有迷失於道途中成為神官，並走上指揮道途的靈族）有著非比尋常的政治權力。在最新的進度，貝耶坦在一次混沌惡魔的入侵中碎裂成了數塊，在死神軍神使伊芙蕾妮的幫助下，無限迴路的靈魂並沒有被色孽吞食，而是化為靈族死神伊尼耶德的化身----因卡恩（The Yncarne），現在貝耶坦的靈族們，將碎裂成數塊的方舟世界作為艦隊，依舊努力於復興靈族帝國並尋找修復方舟世界的可能。貝耶坦在靈族語的意思為「遠古時代的重生」。

- 伊楊登（Iyanden）：伊楊登軍隊主要塗裝是藍與黃。在過去，伊楊登是人口最多、實力最強的方舟世界，鼎盛時期，有數十億靈族生活其中，他們是堅定的靈族帝國復興派，並且在過去與貝耶坦方舟進行結盟。但他們認為混沌才是靈族最主要的敵人，在拉斯萊納戰役（Battle of Rasilena），他們認為應該將注意力放在抗擊混沌上而拒絕了貝耶坦的求助，而這撕裂了兩個方舟的盟約關係。[4]在992.M41時，伊楊登因為先知密會的錯誤判斷而遭到泰倫蟲族的克拉肯艦隊（Hive Fleet Kraken）襲擊，在原本為伊楊登海軍上將的海盜親王伊瑞爾（Yriel）於關鍵時刻率領其艦隊回援後，伊楊登付出了整個方舟世界五分之四靈族的生命才得以慘勝。[5]在這之後，伊楊登的靈族們只能啟用大量幽冥構造體（wraith-constructs，將死去靈族的靈石放置於靈骨構造體上，靈族厭惡這種打擾死者的行為）來填補軍隊缺少的人力。伊楊登在靈族語的意思為「黑暗中的光明」。

- 薩姆罕（Saim-Hann）：薩姆罕軍隊主要塗裝是白與紅。薩姆罕是最早從靈族帝國逃離的方舟世界之一，以狂野和喜歡閃電般的攻擊而聞名。被其他方舟世界視為一個略顯野蠻和危險的地方，甚至是生活在靈族社會邊緣的野蠻人巢穴。他們比其他靈族更有彈性地發展了靈族道途。在薩姆罕，道途仍然是控制靈族生活的一種形式，但它允許靈族體驗更狂野、更無憂無慮的生活。其他靈族認為這種做法是危險的作法，因為正是這種感覺和經歷導致了靈族的墮落。薩姆罕的戰士們驕傲、喧鬧、好鬥，他們使用快速、機動的部隊和大量的噴射摩托。年輕的馭風者騎士總是試圖在速度競賽中超越對方，尤其是在戰鬥中。薩姆罕除此之外，另一項特別之處就是在於他們是以氏族社會的結構存在，他們的領導階層是各大氏族長組成的氏族會議，且每一名薩姆罕的靈族都是氏族的「狂野騎手」（Wild Riders），其中與氏族長最為親近、最為強大的狂野騎手被稱為「親屬」（Kinsmen），他們組成了氏族的統治圈。薩姆罕的戰鬥制度也是由各氏族決定是否要參戰，再由氏族長率領親屬參戰，也因此比起預言，薩姆罕的狂野騎手們更重視氏族的榮耀。薩姆罕在靈族語的意思是「尋求啟蒙」。[3]

- 阿萊托克（Alaitoc）：阿萊托克軍隊主要塗裝是黃與藍。阿萊托克以大量部屬遊俠而聞名。與此相關的事實是，阿萊托克也是一個高度有序的方舟世界，他們對道途系統的嚴苛程度遠遠超過其他方舟；這也導致許多阿萊托克的年輕靈族選擇流浪者道途，成為遊俠甚至成為靈族海盜，而阿萊托克也因此與大量的靈族海盜團有著聯繫，他們的情報系統幾乎遍佈整個銀河。同時，與大部分的方舟世界不同，阿萊托克認為他們遠古的死敵----太空死靈才是最主要的敵人。即使在999.M41，大裂隙出現後導致渾沌威脅日益高漲的不屈紀元，阿萊托克仍然相信太空死靈才是銀河系最大的威脅。阿萊托克 的標誌描繪了被凱恩(Khaine)之劍 一分為二的紅月，這是艾爾達涅什 (Eldanesh)家族的徽章，暗指戰神對靈族英雄的屠殺。[3]

- 烏斯維（Ulthwé）：烏斯維軍隊的主要塗裝是黑與骨白。在色孽誕生時，恐懼之眼形成，烏斯維便被其強大的引力所捕獲，現在烏斯維圍繞著恐懼之眼的邊緣運行，並經常受到恐懼之眼居民的攻擊。由於距離混沌之眼十分接近，方舟世界與混沌勢力進行了長期而艱苦的戰鬥。方舟世界內的部分區域因靈族和混沌掠奪者在烏斯維內部進行的戰鬥而變成廢墟。烏斯維方舟擁有大量的靈能者，許多走上先知道途的靈族最後都沉迷於先知之道而成為了大先知（Farseer），方舟世界本身的居民認為烏斯維的地理位置是其能夠生產如此大量靈能者的主因，而另一些人則認為，更多的是由於其地理位置使烏斯維居民的精神力量過強，從而導致了更多靈能者的出現。無論出於何種原因，許多戰巫（曾經走上戰士道途，後面又走向先知道途的靈族）和其他靈能戰士跟隨烏斯維軍隊作戰，他們的靈能技巧與預言能力比其他方舟世界更加進步與強大，能夠更精確地預見更遠的未來。但相對的，由於大量的方舟居民迷失於先知道途，烏斯維方舟的支派武士數量較其他方舟世界更為稀少，這使得烏斯維方舟的守護者有著更大的戰鬥責任，烏斯維部分的守護者承受了更嚴苛的訓練以替代支派武士在戰場中的位置，他們被稱為烏斯維黑衛（Ulthwe Black Guardians）。方舟全名Ulthanesh Shelwé或Ulthanash Shelwé，意思是烏斯納耶什之歌。[2]

## 道途系統
方舟世界的靈族嚴格地控制自己的本性，以免被色孽吞掉靈魂。他們會選擇一種領域，並將言行與心性專注在該領域。這些領域被稱為道途系統（path），靈族語為 Ai'elethra。當一名靈族人已經精通了一條道途以後，他會轉而修行別的道途，藉此他們抵抗各種誘惑並克制本性。每條道途對靈族的心靈來說都是危險的，有時，靈族會過度專注於一條道途，以至於他沒辦法轉換到別的道途，這樣就是靈族所謂「迷失在道途中」（案例有戰士道途的神官、先知道途的大先知、詩歌道途的暮光吟遊詩人）。這對靈族來說是很可怕的事，因為這有可能降臨在他們任何一人身上，不論他們之前到底做過怎麼樣的訓練。靈族有各式各樣的道途，有罕見的先知之道也有常見的工匠之道。有的較易有的艱難，不過修煉困難道途的人未必就比較受人敬重。
最常出現的有三種道途：
- 戰士之道（Path of the Warrior）：走在戰士道途的靈族被稱為支派武士。那些在這條道路上迷失自我的人將成為神官（Exarch，或被譯為主教），所有的支派都代表了戰神凱恩的一個面向，且每個支派的創始人都被稱為鳳凰領主。最廣為人知的幾種支派是凶暴復仇者（Dire Avenger，最全能的支派）、狂嚎女妖（Howling Banshee，絕大部分都是女性，擅長靈活的近戰）、突擊蠍（Striking Scorpion，擅長滲透潛伏與近戰）、火龍（Fire Dragon，擅長使用熱熔武器破壞載具）、翔鷹（Swooping Hawk，使用噴射背包從高空襲擊）、黑暗死神（Dark Reaper，擅長使用重火力攻擊重步兵與載具）、猩紅獵手（Crimson Hunter，駕駛戰鬥機戰鬥）和次元蜘蛛（Warp Spider，擅長短暫的從亞空間進入與跳出進行閃現）。有幾種不太為人所知的支派武士，有些甚至是某個方舟世界所獨有的。較為罕見的包括閃矛（Shining Spear，唯一駕駛噴射摩托戰鬥的支派）、暗影幽靈（Shadow Spectr，以隱形裝置與重火力進行戰鬥）。必須指出的是，守護者並沒有走上戰士道途。他們正在追隨其他「平民」道途，只有在特定的緊急狀況下才會被召喚為方舟世界而戰。[3]
- 先知之道（Path of the Seer）：先知之道，也稱為巫術之道（Path of the Witch），是所有道路中經歷時間最長、最危險、最複雜、最罕見的的道途。道途中的靈族都是使用靈能的預言家。靈魂先知（Spiritseer）是處理魂石的專家，他們會引導幽冥構造體，如幽冥守衛（Wraithguard）和幽冥領主（Wraithlord）。戰巫（Warlock）在踏上先知之道前經歷了戰士之道，現在使用著靈能帶領靈族投入戰鬥。大先知（Farseer）們迷失於先知之道，他們是所有靈族靈能者----甚至是全銀河靈能者中最強大存在之一。吟骨者（Bonesinger）是利用他們的心靈天賦來操縱靈骨生長的先知。其中，大先知的最終命運是成為方舟世界的一部分，成為水晶先知（Crystal Seer）。
- 流放者之道（Path of the Outcast）：那些放棄靈族道途、無法承受道途帶來的艱辛之人被稱為「流亡者」，並追隨「流亡者之道」。能力超群的靈族有時會反抗道途所提供的高度結構化的成就劃分。但如果沒有道途 的保護，一個人很可能會變的偏執、瘋狂並最終屈服於自我毀滅的衝動。有時，年輕、缺乏經驗或失意的靈族會離開他們的方舟世界，在星際間流浪。從而他們擺脫了道途的循環並經歷了一段極其危險的時期。這段時期有時被稱為「放逐之路」、「流浪之路」或「詛咒之路」，但這些名稱從技術上講是錯誤的，因為這些靈族完全處於道途循環之外。大多數時候他們都會成為遊俠（Ranger），更加迷失的會成為靈族海盜（Corsair），甚至墮落於詛咒道途，成為黑暗靈族。有些人最終回到了他們的方舟世界並回到了安全的道途。據稱，被驅逐者甚至會成為僱傭兵，與其他外星種族並肩作戰，甚至為混沌勢力而戰。

## 黑暗靈族文化
黑暗靈族延續著古靈族帝國的墮落奢糜，包括血肉雕刻、淫蕩縱慾、使用幻覺藥物等，對他們來說，銀河系和銀河系中的所有生命都不過是可以隨意奴役的牲畜。這些海盜從網道的陰影中發動猛烈而迅速的攻擊，在敵人能夠反擊之前就消失。黑暗靈族是艾達靈族性格中放蕩和殘忍的活例。他們非常聰明，而且陰險狡猾到近乎痴迷，他們以他人身體和精神上的痛苦為樂，因為以痛苦的精神殘留為食是他們阻止混沌之神色孽緩慢吞噬自己靈魂的唯一方法。但黑暗靈族並沒有將他們仍然強大的潛在靈能融入他們的文化中，並且確實非常鄙視任何類型的靈能者。這是因為對黑暗靈族來說，使用精神能力只會進一步引起「渴望之女」（色孽的別稱）的注意，而他們的靈魂已經面臨被混沌王子吞噬的危險。
而與各個方舟世界都有自己的領袖與文化不同，黑暗靈族的科摩羅有著自己的一套社會，整個科摩羅被三種組織所掌控，如同黑幫社會被執政官（Archon）領導的陰謀團（Kabal）；鍛鍊自己武藝、接受陰謀團資助，並且作為戰士以及角鬥士的巫靈教派（Wych Cults）；進行血肉改造、靈魂重生的血伶人協會（Haemonculi）。他們所有人都在權力與陰謀交織下存活，但他們所有人都在黑心陰謀團（Kabal of the Black Heart）執政官、科摩羅的霸主、銀河系最古老的存在之一，阿斯巴杜爾．維克特（Asdrubael Vect）的統治之下。

## 方舟靈族軍事
方舟靈族處在滅絕的邊緣，也因此他們並沒有足夠的人力維持常備軍，但所有方舟靈族都受過軍事訓練，在緊急情況發生時，靈族會動員所有方舟世界的居民，讓其成為守護者（Guardian）以保衛方舟。但大多數時刻，都是由走上了戰士道途的靈族（被稱為支派武士 Aspect Warriors）參戰，直到無法避免的時刻才會徵召守護者。戰士道途的靈族是由數名古老的靈族所創立，他們被稱為「鳳凰領主」（Phoenix Lord），他們每一個人都有著自己擅長的武藝與技巧，並且就算肉體死亡，只要有下一個靈族將其鎧甲穿上，鳳凰靈主的靈魂便能行走於銀河。
而若是靈族因為先知（Farseer）的預言，選擇主動出擊，方舟靈族的先知會議會選出一名司戰，讓其召集他所需要的靈族部隊。這支部隊被稱為Bahzhakhain，意思是「劍刃風暴」。其戰術特點是一次性、快速地攻擊敵人，令其措手不及。這種戰術非常有效，眾多支派士憑藉其精湛的戰鬥技巧，在敵人做出反應之前就將其消滅。

## 死神軍（Ynnari）
死神軍是艾達靈族中崇拜死神伊尼耶德（Ynnead ）之人所成立的團體，他們相信死神崛起可以將他們的種族從湮滅和色孽的魔爪中拯救出來，並為徹底喚醒他而不懈戰鬥。死神軍由死神先知伊芙蕾妮（Yvraine）所領導，成員包括方舟靈族、靈族海盜、蠻荒靈族、黑暗靈族，甚至是丑角劇團。憑藉他們的聯合力量，他們已經成為銀河系中一股新興力量，他們不僅尋求促成伊尼耶德的誕生，還希望恢復靈族帝國覆滅前的榮耀。然而，他們為了拯救自己的種族而採取的激進手段卻疏遠了在伊芙蕾妮的指揮下團結起來的眾多靈族。更糟的是，許多人認為死神軍被他們試圖阻止的惡魔力量所腐蝕，而其他人則認為他們內心已經死亡。由於他們力量的不斷增強，他們引起了混沌諸神的注意，混沌諸神現在已經釋放出他們的軍隊，無論他們走到哪裡都會追捕他們。特別是色孽，飢渴女士對摧毀死神軍充滿強烈的敵意，希望摧毀他們以結束他們對他/她構成的威脅。
死神軍在喚醒基因原體羅伯特．基里曼（Roboute Guilliman）的事件中扮演了重要角色，且與帝國攝政王達成了合作。現在死神軍的目標在尋找五把由已經殞落的靈族神祇莫瑞-海格的指骨所鑄造，被稱為老嫗之劍（Croneswords of Morai-Heg）的五把神器，在獲得悲愴之劍卡維爾（Kha-vir, the Sword of Sorrows，由伊芙蕾妮持有）、寂嘯之劍阿蘇瓦爾（Asu-var, the Sword of Silent Screams，原本位於貝耶坦的龍骨中，由被伊尼耶德之劍的維薩奇----The Visarch持有）、靈魂之劍維利斯扎爾（Vilith-zhar, the Sword of Souls，最強大的老嫗之劍，由死神化身因卡恩持有）、暮光之矛（The Spear of Twilight，由伊楊登傳奇司戰----伊瑞爾親王持有）後，死神軍發現第五把老嫗之劍被色孽大魔夏拉希．魔災（Shalaxi Helbane）奪取，放置於色孽宮殿（Palace of Slaanesh）中。